# Ochthebius
Ochthebius es un género de escarabajos de la familia Hydraenidae.

## Especies
- Ochthebius abeillei
- Ochthebius adriaticus
- Ochthebius adventicius
- Ochthebius aeneus
- Ochthebius afghanicus
- Ochthebius aguilerai
- Ochthebius ahni
- Ochthebius akbuluti
- Ochthebius albacetinus
- Ochthebius albanicus
- Ochthebius algicola
- Ochthebius alienus
- Ochthebius alluaudi
- Ochthebius almorenis
- Ochthebius alpheius
- Ochthebius alpinopetrus
- Ochthebius alpinus
- Ochthebius amami
- Ochthebius amplicollis
- Ochthebius amrishi
- Ochthebius anatolicus
- Ochthebius anaxagoras
- Ochthebius anchorus
- Ochthebius andalusicus
- Ochthebius andraei
- Ochthebius andreasi
- Ochthebius andreasoides
- Ochthebius andreinii
- Ochthebius andronicus
- Ochthebius andronius
- Ochthebius angelinii
- Ochthebius angularidus
- Ochthebius angulonotus
- Ochthebius angusi
- Ochthebius annae
- Ochthebius anxifer
- Ochthebius apache
- Ochthebius apicalis
- Ochthebius arabicus
- Ochthebius arator
- Ochthebius arefniae
- Ochthebius arenicolus
- Ochthebius argentatus
- Ochthebius aristoteles
- Ochthebius arizonicus
- Ochthebius asanoae
- Ochthebius asiaticus
- Ochthebius asiobatoides
- Ochthebius asperatus
- Ochthebius atratulus
- Ochthebius atricapillus
- Ochthebius atriceps
- Ochthebius attritus
- Ochthebius auriculatus
- Ochthebius auropallens
- Ochthebius australis
- Ochthebius avdati
- Ochthebius aztecus
- Ochthebius bacchusi
- Ochthebius bactrianus
- Ochthebius balcanicus
- Ochthebius balfourbrownei
- Ochthebius bartyrae
- Ochthebius basilicatus
- Ochthebius batesoni
- Ochthebius bellieri
- Ochthebius bellstedti
- Ochthebius belucistanicus
- Ochthebius benefossus
- Ochthebius benesculptus
- Ochthebius bernhardi
- Ochthebius bicolon
- Ochthebius bicomicus
- Ochthebius bifoveolatus
- Ochthebius biincisus
- Ochthebius biltoni
- Ochthebius bisagittatus
- Ochthebius bisinuatus
- Ochthebius bonnairei
- Ochthebius borealis
- Ochthebius brevicollis
- Ochthebius brevipennis
- Ochthebius brisbanensis
- Ochthebius browni
- Ochthebius bupunctus
- Ochthebius burjkhalifa
- Ochthebius caesaraugustae
- Ochthebius californicus
- Ochthebius caligatus
- Ochthebius cameroni
- Ochthebius cantabricus
- Ochthebius capicola
- Ochthebius caspius
- Ochthebius castellanus
- Ochthebius caucasicus
- Ochthebius caudatus
- Ochthebius celatus
- Ochthebius championi
- Ochthebius chappuisi
- Ochthebius chilenus
- Ochthebius ciffidilis
- Ochthebius ciliciae
- Ochthebius clandestinus
- Ochthebius clarki
- Ochthebius clypeatus
- Ochthebius colchicus
- Ochthebius colveranus
- Ochthebius compactus
- Ochthebius confusus
- Ochthebius continentalis
- Ochthebius coomani
- Ochthebius corcyraeus
- Ochthebius corrugatus
- Ochthebius corsicus
- Ochthebius coruscus
- Ochthebius costatellus
- Ochthebius costipennis
- Ochthebius crassalus
- Ochthebius crassipes
- Ochthebius crenatus
- Ochthebius crenulatus
- Ochthebius cribricollis
- Ochthebius cuprescens
- Ochthebius cupreus
- Ochthebius cupricollis
- Ochthebius curvus
- Ochthebius cyprensis
- Ochthebius cyrenaeus
- Ochthebius czwalinae
- Ochthebius dalmatinus
- Ochthebius danjo
- Ochthebius darius
- Ochthebius decianus
- Ochthebius delgadoi
- Ochthebius delhiensis
- Ochthebius delyi
- Ochthebius densus
- Ochthebius dentifer
- Ochthebius depressionis
- Ochthebius depressus
- Ochthebius despoliatus
- Ochthebius diazi
- Ochthebius difficilis
- Ochthebius dilatatus
- Ochthebius dilucidus
- Ochthebius discretus
- Ochthebius eburneus
- Ochthebius elburzi
- Ochthebius elisae
- Ochthebius empedocles
- Ochthebius endroedyi
- Ochthebius enicoceroides
- Ochthebius eppelsheimi
- Ochthebius eremita
- Ochthebius erzerumi
- Ochthebius evanescens
- Ochthebius exaratus
- Ochthebius exiguus
- Ochthebius exsculptus
- Ochthebius extremus
- Ochthebius eyrei
- Ochthebius falcatus
- Ochthebius fausti
- Ochthebius faustinus
- Ochthebius ferganensis
- Ochthebius ferroi
- Ochthebius figueroi
- Ochthebius fissicollis
- Ochthebius flagellifer
- Ochthebius flavipes
- Ochthebius flexus
- Ochthebius flumineus
- Ochthebius fontinalis
- Ochthebius formosanus
- Ochthebius fossatus
- Ochthebius fossulatus
- Ochthebius foveolatus
- Ochthebius francki
- Ochthebius freyi
- Ochthebius fujianensis
- Ochthebius fumosus
- Ochthebius furcatus
- Ochthebius gagliardii
- Ochthebius gauthieri
- Ochthebius gayosoi
- Ochthebius gereckei
- Ochthebius germaini
- Ochthebius gestroi
- Ochthebius gibbosus
- Ochthebius giulianii
- Ochthebius glaber
- Ochthebius gonggashanensis
- Ochthebius gracilis
- Ochthebius grandipennis
- Ochthebius granulatus
- Ochthebius granulinus
- Ochthebius granulosus
- Ochthebius griotes
- Ochthebius gruwelli
- Ochthebius guangdongensis
- Ochthebius haberfelneri
- Ochthebius haelii
- Ochthebius hainanensis
- Ochthebius hajeki
- Ochthebius halbherri
- Ochthebius halophilus
- Ochthebius hanshebaueri
- Ochthebius harteni
- Ochthebius hasegawai
- Ochthebius hatayensis
- Ochthebius hauseri
- Ochthebius hayashii
- Ochthebius hebaueri
- Ochthebius heeri
- Ochthebius hellenicus
- Ochthebius hesperides
- Ochthebius hesperius
- Ochthebius heydeni
- Ochthebius hibernus
- Ochthebius hieroglyphicus
- Ochthebius himalayae
- Ochthebius hivae
- Ochthebius hofratvukovitsi
- Ochthebius hokkaidensis
- Ochthebius huberti
- Ochthebius hunanensis
- Ochthebius hungaricus
- Ochthebius hyblaemajoris
- Ochthebius ilanensis
- Ochthebius imbensimbi
- Ochthebius immaculatus
- Ochthebius impressipennis
- Ochthebius inconspicuus
- Ochthebius indicus
- Ochthebius inelegans
- Ochthebius inermis
- Ochthebius inlineatus
- Ochthebius innexus
- Ochthebius insidiosus
- Ochthebius interruptus
- Ochthebius involatus
- Ochthebius iranicus
- Ochthebius irenae
- Ochthebius ischigualasto
- Ochthebius italicus
- Ochthebius iternuptialis
- Ochthebius jaimei
- Ochthebius janssensi
- Ochthebius japonicus
- Ochthebius javieri
- Ochthebius jengi
- Ochthebius jensenhaarupi
- Ochthebius jermakovi
- Ochthebius jilanzhui
- Ochthebius joosti
- Ochthebius judemaesi
- Ochthebius kaninensis
- Ochthebius karasui
- Ochthebius khnzoriani
- Ochthebius khuzestanicus
- Ochthebius kieneri
- Ochthebius kiesenwetteri
- Ochthebius kirschenhoferi
- Ochthebius klapperichi
- Ochthebius kosiensis
- Ochthebius kurdistanicus
- Ochthebius kuwerti
- Ochthebius lacustatta
- Ochthebius laevipennis
- Ochthebius laevisculptus
- Ochthebius lamingtonensis
- Ochthebius lanarotis
- Ochthebius lanthanus
- Ochthebius lanuginosus
- Ochthebius lapidicola
- Ochthebius laticollis
- Ochthebius latinorum
- Ochthebius lecontei
- Ochthebius lederi
- Ochthebius leechi
- Ochthebius legionensis
- Ochthebius lejolisii
- Ochthebius lenensis
- Ochthebius lenkoranus
- Ochthebius levantinus
- Ochthebius levis
- Ochthebius libanus
- Ochthebius libertarius
- Ochthebius limbicollis
- Ochthebius lineatus
- Ochthebius lividipennis
- Ochthebius lividus
- Ochthebius lobatus
- Ochthebius lobicollis
- Ochthebius loulae
- Ochthebius lurugosus
- Ochthebius lustrosulcus
- Ochthebius maculatus
- Ochthebius madli
- Ochthebius madrensis
- Ochthebius magnannulatus
- Ochthebius mahmoodi
- Ochthebius manipurensis
- Ochthebius marginalis
- Ochthebius marijanmatoki
- Ochthebius marinus
- Ochthebius maroccanus
- Ochthebius martini
- Ochthebius masatakasatoi
- Ochthebius matsudae
- Ochthebius maureenae
- Ochthebius mauretanicus
- Ochthebius maxfischeri
- Ochthebius maxipunctus
- Ochthebius mediterraneus
- Ochthebius medius
- Ochthebius melanescens
- Ochthebius meridionalis
- Ochthebius merinidicus
- Ochthebius mesoamericanus
- Ochthebius metallescens
- Ochthebius metallicus
- Ochthebius metarius
- Ochthebius metellus
- Ochthebius mexcavatus
- Ochthebius mexicanus
- Ochthebius micans
- Ochthebius mimicus
- Ochthebius minabensis
- Ochthebius minervius
- Ochthebius minimus
- Ochthebius minipunctus
- Ochthebius minoicus
- Ochthebius mongolensis
- Ochthebius mongolicus
- Ochthebius monseti
- Ochthebius montanus
- Ochthebius montenegrinus
- Ochthebius montesi
- Ochthebius monticola
- Ochthebius monychus
- Ochthebius morettii
- Ochthebius mutatus
- Ochthebius nakanei
- Ochthebius namibiensis
- Ochthebius nanosetus
- Ochthebius nanus
- Ochthebius narentinus
- Ochthebius naxianus
- Ochthebius nepalensis
- Ochthebius nicki
- Ochthebius nigrasperulus
- Ochthebius nigriceps
- Ochthebius nilssoni
- Ochthebius nipponicus
- Ochthebius nitidipennis
- Ochthebius nitidus
- Ochthebius nobilis
- Ochthebius nonaginta
- Ochthebius normandi
- Ochthebius notabilis
- Ochthebius notalis
- Ochthebius obesus
- Ochthebius octofoveatus
- Ochthebius octonarius
- Ochthebius oezkani
- Ochthebius olicinium
- Ochthebius opacicollis
- Ochthebius opacipennis
- Ochthebius opacus
- Ochthebius oppositus
- Ochthebius orbus
- Ochthebius orientalis
- Ochthebius otavalensis
- Ochthebius ovatus
- Ochthebius pacificus
- Ochthebius pagotrichus
- Ochthebius pakistanicus
- Ochthebius pallidulus
- Ochthebius papua
- Ochthebius paradoxus
- Ochthebius parki
- Ochthebius parvannulatus
- Ochthebius patergazellae
- Ochthebius pauli
- Ochthebius pedalis
- Ochthebius pedicularius
- Ochthebius pedroi
- Ochthebius peisonis
- Ochthebius perdurus
- Ochthebius peregrinus
- Ochthebius perkinsi
- Ochthebius perlabidus
- Ochthebius perlaevis
- Ochthebius perpunctus
- Ochthebius perpusillus
- Ochthebius peruvianus
- Ochthebius pierottii
- Ochthebius pilosus
- Ochthebius plesiotypus
- Ochthebius plicicollis
- Ochthebius pliginskiyi
- Ochthebius pluvipennis
- Ochthebius ponticus
- Ochthebius porchi
- Ochthebius poweri
- Ochthebius praetermissus
- Ochthebius preissi
- Ochthebius pretneri
- Ochthebius probus
- Ochthebius puberulus
- Ochthebius pudilaceris
- Ochthebius pui
- Ochthebius punctatoides
- Ochthebius punctatus
- Ochthebius puncticollis
- Ochthebius pusillus
- Ochthebius putnamensis
- Ochthebius quadricollis
- Ochthebius quadrifossulatus
- Ochthebius quadrifoveolatus
- Ochthebius queenslandicus
- Ochthebius radiatus
- Ochthebius ragusae
- Ochthebius recticulus
- Ochthebius rectilobus
- Ochthebius rectus
- Ochthebius rectusalsus
- Ochthebius recurvatus
- Ochthebius regimbarti
- Ochthebius remotus
- Ochthebius resplendens
- Ochthebius reticulatissimus
- Ochthebius reticulatus
- Ochthebius reticulocostus
- Ochthebius rhombus
- Ochthebius richmondi
- Ochthebius rivalis
- Ochthebius rivibelli
- Ochthebius romanicus
- Ochthebius rotundatus
- Ochthebius rubripes
- Ochthebius rugulosus
- Ochthebius saboorii
- Ochthebius salebrosus
- Ochthebius salinarius
- Ochthebius salinator
- Ochthebius sanabrensis
- Ochthebius sardus
- Ochthebius sasakii
- Ochthebius satoi
- Ochthebius sattmanni
- Ochthebius schneideri
- Ochthebius schoedli
- Ochthebius schuberti
- Ochthebius scintillans
- Ochthebius scitulus
- Ochthebius scopuli
- Ochthebius sculptoides
- Ochthebius sculpturatus
- Ochthebius sculptus
- Ochthebius semicylindricus
- Ochthebius seminole
- Ochthebius semisericeus
- Ochthebius semotus
- Ochthebius sempronius
- Ochthebius sennius
- Ochthebius serpentinus
- Ochthebius serratus
- Ochthebius setosus
- Ochthebius sexfoveatus
- Ochthebius sexplanatus
- Ochthebius sharpi
- Ochthebius sichuanensis
- Ochthebius siculus
- Ochthebius sidanus
- Ochthebius sierrensis
- Ochthebius sihotealiniensis
- Ochthebius silfverbergi
- Ochthebius similis
- Ochthebius sitiensis
- Ochthebius smyrnensis
- Ochthebius spanglerorum
- Ochthebius spatulus
- Ochthebius speculator
- Ochthebius spinasus
- Ochthebius squamifer
- Ochthebius stastnyi
- Ochthebius striatus
- Ochthebius strigoides
- Ochthebius strigosus
- Ochthebius stygialis
- Ochthebius subaeneus
- Ochthebius subinteger
- Ochthebius subopacus
- Ochthebius subpictus
- Ochthebius substrigosus
- Ochthebius subsulcatus
- Ochthebius sulpuris
- Ochthebius sumatrensis
- Ochthebius tacapasensis
- Ochthebius tadilatus
- Ochthebius taurulus
- Ochthebius tectus
- Ochthebius tenebricosus
- Ochthebius tenuipunctus
- Ochthebius thermalis
- Ochthebius thraciae
- Ochthebius tivelunus
- Ochthebius topali
- Ochthebius trapezuntinus
- Ochthebius trilineatus
- Ochthebius truncatus
- Ochthebius tubus
- Ochthebius tudmirensis
- Ochthebius tunicus
- Ochthebius tunisicus
- Ochthebius turcicus
- Ochthebius turcmeniae
- Ochthebius turkestanus
- Ochthebius uniformis
- Ochthebius unimaculatus
- Ochthebius urbanelliae
- Ochthebius uskubensis
- Ochthebius ustaoglui
- Ochthebius vandykei
- Ochthebius vedovai
- Ochthebius velutinus
- Ochthebius verrucosus
- Ochthebius viganoi
- Ochthebius virens
- Ochthebius virgula
- Ochthebius viridescens
- Ochthebius viridis
- Ochthebius wangmiaoi
- Ochthebius wattsi
- Ochthebius weiri
- Ochthebius wewalkai
- Ochthebius wurayah
- Ochthebius wuzhishanensis
- Ochthebius yaanensis
- Ochthebius yoshitomii
- Ochthebius yunnanensis
- Ochthebius zugmayeri
- Ochthebius zulu